# Živa(II) hlorid
Živa(II) hlorid (živa hlorid, korozivni sublimat) je neorgansko jedinjenje formule HgCl2. Ovaj beli kristalni prah je laboratorijski reagens. Nekad je koršćen u tretmanu sifilisa, ali se više ne koristi za medicinske svrhe zbog otrovnosti žive i dostupnosti boljih tretmana. Ziva(II) hlorid je veoma otrovna so, koja ukoliko se unese u organizam može izazove smrt.

## Proizvodnja i osobine
Živin hlorid nije so, nego je linearni triatomski molekul, i stoga ima tendenciju da sublimira. U kristalu, svaki atom žive je vezan za dva hloridna liganda, pri čemu je Hg–Cl rastojanje 2.38 Å, dok su četiri dodatna hlorida na rastojanju od 3.38 Å.
Živin hlorid se dobija dejstvom hlora na živu ili živu(I) hlorid, dodatkom hlorovodonične kiseline u vruć, koncentrovani rastvor živa(I) jedinjenja kao što je nitrat:
Žagrevanje smeše čvrstog živa(II) sulfata i natrijum hlorida takođe dovodi do formiranja isparljivog HgCl2, koji sublimira i kondenzuje se u obliku malih rombičnih kristala.
Njegova rastvorljivost se povećava od 6% na 20°C do 36% na 100°C. U prisustvu hloridnih jona, on se rastvara i formira tetraedralni koordinacioni kompleks [4]2-.

## Literatura
- Zumdahl, Steven S. (2009). Chemical Principles 6th Ed. Houghton Mifflin Company. стр. A22. ISBN 978-0-618-94690-7.